# 山室公志郎
山室 公志郎（やまむろ こうしろう, 1987年7月14日 - ）は、神奈川県横浜市出身の元プロ野球選手（投手）。リガーレコー株式会社代表取締役。

## 来歴・人物

### プロ入り前
神奈川県横浜市生まれ。小学校時代は永田オックス（平成11年度）、中学時代は横浜瀬谷ボーイズに所属。桐光学園高校に進学後は1年秋からエースとなり、最速145キロを投げる関東No.1右腕として注目を集めた。しかし、3年時に腰痛のため不振。甲子園では背番号「10」となり、チームも3回戦で敗退した。
青山学院大学進学後は、故障とメンタル面の不調に陥り、3年間でわずか2試合しか登板できなかった。入学後からイップスに陥っていていたが、イップス研究所（横浜催眠心理研究所）への相談からイップスを克服。4年春の中央大学戦で先発志願し、7回途中まで無失点に抑える好投を見せ、リーグ初勝利。最速154キロを記録した。リーグ戦通算6試合2勝1敗、防御率1.47。
高い潜在能力が評価され、2009年のドラフトでロッテから育成ドラフト1位指名を受けた。

### プロ入り後
2010年には、7月29日に、支配下登録選手として契約することが球団から発表。この契約を機に、背番号を57に変更した。8月5日には、東北楽天ゴールデンイーグルス戦（クリネックススタジアム宮城）での救援登板で一軍デビュー。一軍公式戦への登板はこの1試合のみだったが、二軍がイースタン・リーグを制覇したことから、 ウエスタン・リーグ優勝の 阪神タイガースファーム日本選手権の先発を任された（3回3失点で交代）。
2011年以降は一軍公式戦への登板機会がなく、2013年10月3日に球団から戦力外通告を受ける。通告後に第1回12球団合同トライアウトへ参加したものの、他球団から獲得の申し出がないまま現役からの引退を決意した。なお、2013年12月30日にTBS系列で放送の『プロ野球戦力外通告・クビを宣告された男達』では、戦力外通告の直後から引退を決意するまでの山室への密着取材映像が紹介された。

### 現役引退後
飲食業界へ転身するとともに、2014年中に焼肉店の開業を予定していた。
2017年2月2日に日本学生野球協会から指導資格回復を認定され指導登録の申請を行ない、2月12日に福島県の学法石川高野球部監督の知り合いという縁で非常勤の投手コーチに就任した。週末などに横浜市から同校に通い指導に当たっている。
2021年現在は、ハウスクリーニング事業を展開している会社の社長を務めている。

## 詳細情報

### 年度別投手成績
| 年 度     | 球 団     | 登 板 | 先 発 | 完 投 | 完 封 | 無 四 球 | 勝 利 | 敗 戦 | セ 丨 ブ | ホ 丨 ル ド | 勝 率 | 打 者 | 投 球 回 | 被 安 打 | 被 本 塁 打 | 与 四 球 | 敬 遠 | 与 死 球 | 奪 三 振 | 暴 投 | ボ 丨 ク | 失 点 | 自 責 点 | 防 御 率 | W H I P |
| --------- | --------- | ----- | ----- | ----- | ----- | -------- | ----- | ----- | -------- | ----------- | ----- | ----- | -------- | -------- | ----------- | -------- | ----- | -------- | -------- | ----- | -------- | ----- | -------- | -------- | ------- |
| 2010      | ロッテ    | 1     | 0     | 0     | 0     | 0        | 0     | 0     | 0        | 0           | ----  | 10    | 2.0      | 1        | 0           | 2        | 0     | 1        | 0        | 0     | 0        | 2     | 0        | 0.00     | 1.50    |
| 通算：1年 | 通算：1年 | 1     | 0     | 0     | 0     | 0        | 0     | 0     | 0        | 0           | ----  | 10    | 2.0      | 1        | 0           | 2        | 0     | 1        | 0        | 0     | 0        | 2     | 0        | 0.00     | 1.50    |

### 記録
- 初登板：2010年8月5日、対東北楽天ゴールデンイーグルス13回戦（クリネックススタジアム宮城）、7回裏に救援登板・完了、2回2失点（自責点0）

### 背番号
- 121 （2010年 - 2010年途中）
- 57 （2010年途中 - 2013年）

### 登場曲
- 「Everybody Needs Somebody To Love」The Blues Brothers（2010年 - 2013年）